# 鎌田紘子
鎌田 紘子（かまた ひろこ、1989年9月18日 - ）は、日本のグラビアアイドルである。東京都出身。

## 来歴
- 中学時にスカウト[5]されて芸能活動を始め、2004年6月号から2006年5月号まで『ピチレモン』専属モデル[6]を務め、ナルミヤインターナショナルブルークロスガールズイメージモデルの他にインテルの広告モデルなどを務める。
- 2008年6月7日放送分から2010年3月27日放送分まで、TBSテレビ『ランク王国』8代目MCを担当[1]する。
- 2010年6月から東スポ芸能モバイルサイトでコラム「鎌田紘子のアイドルンパ！」を連載する。
- 2011年に自らが作詞や衣装デザインなどを企画してメンバーとしても参加するアイドルユニット『ロマンスターズ』を結成
- 2011年7月にアイドル図鑑マルチタレント部門ファン投票での1位を記念する写真集を出版する。
- 2012年および2013年に「マルヰイメージガール ZESTガールズ」を務める。
- 所属事務所はウイントアーツを経て、2008年から2010年はティー・ゾーンに、2010年から2011年はデザイアに、2012年からはジオプロモーションに、エンカウンターから無所属（フリーランス）。
- 2016年4月より美月リカと「宗教法人マラヤ」というバンド名で、活動開始。
- 2018年4月、自ら法人事務所「Religion」を設立[7]。代表となる。
- 2020年4月、下北沢にて自らが経営するBar「and merry.」をオープン。

## エピソード
- コスプレ、漫画、イラスト、買い物などを趣味とし、中学2年時に『りぼん』誌上で受賞して『ピチレモン』で挿絵を、『ランク王国』でイラストや4コマ漫画をそれぞれ描いている。
- テレビ番組『カード学園』の「体育の時間」コーナーで講師の動きに同期せず度々ナレーションで指摘され、番組中に男性経験が無いと語る。
- 女性アイドルや声優を好み、14歳時から声優の平野綾のファン[1]でアイドルを嗜好する切っ掛け[5]である。

## 作品

### 写真集
- 鎌田紘子 公式1stオリジナル写真集 「ひろぴょんワールド」
- 鎌田紘子大博覧会　唯美主義2014（DVD付きフォトブック）（2014年5月30日、マックス、撮影：野澤亘伸）ISBN 978-4863791992
- 鎌田紘子Presents 美少女たちのシースルー写真集（2016年7月12日、徳間書店、撮影：黒澤奨平）ISBN 978-4198642112

### DVD
- ランク王国MC  鎌田紘子  ひろぴょん（T･ZONE、販売元ビーエムドットスリー（グラッソ）、2009年8月22日）
- ひろぴょん 鎌田紘子 Wもんもん（販売元グラッソ、2010年3月26日）
- 鎌田紘子 ぼくのともだち（竹書房 、2011年11月18日）
- きみのために（マックス、2012年7月27日）
- 放課後クラブ（マックス、2012年10月27日）
- ラブ＊ドール（マックス、2013年4月2日）
- ラブ＊ドール volume.2（マックス、2013年10月31日）
- きみのために 番外編 もう一人のわたし（晋遊舎、2013年12月21日）
- きみのために 2（晋遊舎、2013年12月21日）
- ラブ＊ドール volume.3（マックス、2014年8月5日）
- ラブ＊ドール volume.4 [Blood Ruby]（マックス、2015年2月27日）
- Blood Ruby 2 ～名門学園の謎（マックス、2015年4月25日）
- 恋のプロポーズ大作戦 ～Operation Love（晋遊舎、2015年10月24日）
- 小悪魔ジャンヌ♥ イブの末裔 （グラヴィス 、2016年3月25日）
- 小悪魔ジャンヌ♥Ⅱ 愛しのmy Sister （グラヴィス 、2016年3月25日）

## 出演

### テレビ
- 情報満喫バラエティ 週末にしたい10のこと!（日本テレビ）
- ツボ娘（TBS）
- 愛しのメロンパン（CS朝日）
- ランク王国（TBS、2008年6月7日 - 2010年3月27日）
- カード学園（TBS、2009年10月9日 - 2010年3月26日）

### CM
- ローソンテレビコマーシャル「ドリンク21円引きキャンペーン」編（2005年）
- ZEST（2012年、2013年）

### 舞台
- 朗読劇 グリムの森（シアターエアリー、2011年4月23日）
- アリスインプロジェクト「ハルモニアガーデン」（2011年8月10日-14日、シアターKASSAI、松田信行演出、麻草郁脚本）主演 - 高荻在名 役

### 雑誌
- オタポケ（アキバジャーナル）
- ピチレモン（学研）
- ピュアピュア（辰巳出版）
- 月刊デ・ビュー（オリコン・エンタテインメント）
- 週刊プレイボーイ（集英社）
- 実話BUNKA超タブー（コアマガジン、「鎌ちゃんの人間観察!?」）

### 映画
- こたつと、みかんと、ニャー。（主演 − みかん 役）
- すんドめ（2015年：主演 − 早華胡桃 役）
- すんドめ2（2015年：主演 − 早華胡桃 役）

### ミュージックビデオ
- ナスカ （セカンドステージ）
- グッドモーニングアメリカ（「ウォールペーパーミュージックじゃ踊りたくないぜ」）